# Burno
Burno is een plaats en een bestuurslaag (desa) op het 4de niveau (kelurahan/desa). Burno ligt in het onderdistrict (kecamatan) Senduro van het regentschap Lumajang in de provincie Oost-Java, Indonesië. Burno telt 4.191 inwoners (volkstelling 2010).
Het noordwesten van Burno ligt in het Nationaal park Bromo Tengger Semeru.